# مدیریت استورم
مدیریت استورم (انگلیسی: Storm Management) شرکت کالای لوکس بریتانیایی است، که در سال ۱۹۸۷ تأسیس شد.